# 전정희 (배우)
전정희(全正喜, 1960년 8월 4일 ~, 서울특별시)는 대한민국의 배우이다. 1980년에 연극배우로 처음 데뷔한 그녀는 이듬해 1981년 서울예술대학교 방송연예과를 졸업한 후, 같은 해 1981년 문화방송 코미디 탤런트 공채 3기로 입사하여, 희극인으로 활동하다 탤런트 등 연기자 생활을 하고 있다.

## 경력
- 2014~ 서울중앙지방법원 조정위원
- 2014~2020 서울남부지방법원 조정위원
- 2007~2013 서울 강서구 선거관리위원회 위원
- 2009~ 한국 방송 실연자협회 자문위원
- 2005~ 한국 방송 연기자 노동조합 대의원
- 2002~2004 서울 한국예술고등학교 연극영화과 교사

### 수상
1996 자랑스러운 시민상 - 미풍양속 부문(조순 시장상)

### TV 프로그램
- 《MBC》
  - 《웃으면 복이와요》
  - 《폭소대작전》
  - 《일요일 일요일밤에》
  - 《청춘 만만세》
  - 드라마 추석 특집극《스쿨버스》조연

- 《KBS》
  - 《고향의 아침》(금요일) 리포터
  - 《쇼 행운열차》

- 《SBS》
  - 《70분드라마》 - 25화 《대한민국 104동》 조연
  - 《토지》 ... 일본영사부인

- 《EBS》
  - 《네 꿈을 펼쳐라》

### 영화
- 영화 《아부지》 ... 어머니 역 (조연)

### 연극
- 연극 《감마선은 달무늬 얼룩진 금잔화에 어떤 영향을 주었는가》 ... 비어트리스 역 (주연)